# Club Universitario de La Paz
O Club Universitario de La Paz é um clube boliviano de futebol, com sede na cidade de La Paz. Suas cores são azul, vermelho e branco.

## Títulos
- Campeonato Boliviano: 2 vezes (1929 e 1969).

## Histórico em competições oficiais
- Copa Libertadores da América: 1970.